# Choctaw County (Alabama)
Choctaw County je okres ve státě Alabama v USA. K roku 2010 zde žilo 13 859 obyvatel. Správním městem okresu je Butler. Celková rozloha okresu činí 2 385 km². Na západě sousedí se státem Mississippi.

## Sousední okresy
| Růžice kompasu | Lauderdale County (MS) | Sumter County            | Marengo County | Růžice kompasu |
| Růžice kompasu | Clarke County (MS)     | Sever                    |                | Růžice kompasu |
| Růžice kompasu | Clarke County (MS)     | Choctaw County (Alabama) |                | Růžice kompasu |
| Růžice kompasu | Clarke County (MS)     | Jih                      |                | Růžice kompasu |
| Růžice kompasu | Wayne County (MS)      | Washington County        | Clarke County  | Růžice kompasu |